# Chromadorella izhorica
Chromadorella izhorica är en rundmaskart som beskrevs av Nikolai Nikolaievich Filipjev 1929. Chromadorella izhorica ingår i släktet Chromadorella och familjen Chromadoridae. Inga underarter finns listade i Catalogue of Life.